# Lucian Blaga
Lucian Blaga, född den 9 maj 1895 i Lancrăm, död den 6 maj 1961 i Cluj-Napoca, var en rumänsk filosof, poet, dramatiker, universitetsprofessor och diplomat. Blaga var en stor personlighet inom rumänsk kultur under mellankrigstiden. Som författare hyllades han för sin originalitet.
Vid första världskrigets utbrott började han studera teologi i Sibiu och examinerades därifrån 1917. Mellan 1917 och 1920 läste han kurser vid Wiens universitet, där han studerade filosofi och blev filosofie doktor.
1926 blev han diplomat och innehade flera poster vid de rumänska legationerna i Warszawa, Prag, Lissabon, Bern och Wien. Han valdes in i den rumänska akademien 1937. 1939 blev han professor i kulturell filosofi vid Universitetet i Clui varifrån han avskedades 1948 eftersom han vägrade att stödja den nya kommunistiska regimen och arbetade istället som bibliotekarie vid lokalkontoret för rumänska akademiens historiska institut i Cluj. Han förbjöds att ge ut nya böcker och tilläts fram till 1960-talet endast att ge ut översättningar.
Universitetet i Sibiu är sedan den 12 maj 1995 uppkallat efter honom, Universitatea "Lucian Blaga" din Sibiu.

## Utgåvor på svenska[2]
- 1995 – Sömnlös vind ISBN 91-88820-02-5